# 크라임 시즌1
크라임 시즌1은 대한민국의 드라마이다.

## 기획의도
실제사건 범죄 드라마

## 출연진
- 안내상
- 오지혜